# Марион (водохранилище)
Ма́рион (Санти, Мэрион; англ. Lake Marion, Santee Reservoir) — самый большой водоём Южной Каролины, который, являясь водохранилищем, находится в самом центре штата и располагается на территории его пяти округов. Береговая линия водохранилища Марион достигает 507 км, а площадь — 450 км² (110 000 акров; 173.7 кв. миль). Оно является одним из пятидесяти самых крупных водоёмов США, как природных, так и искусственных, хотя его территория занимает всего лишь одну треть площади пятнадцатого по величине водоема США.
Марион является водохранилищем гидроэлектростанции, построенной в 1942 году по одному из проектов электрификации сельской местности в рамках экономической политики, получившей название «Новый курс» (англ. New Deal) и проводимой администрацией Франклина Делано Рузвельта начиная с 1933 г. с целью выхода из масштабного экономического кризиса (Великая депрессия), охватившего США в 1929—1933 годах.

## Местонахождение

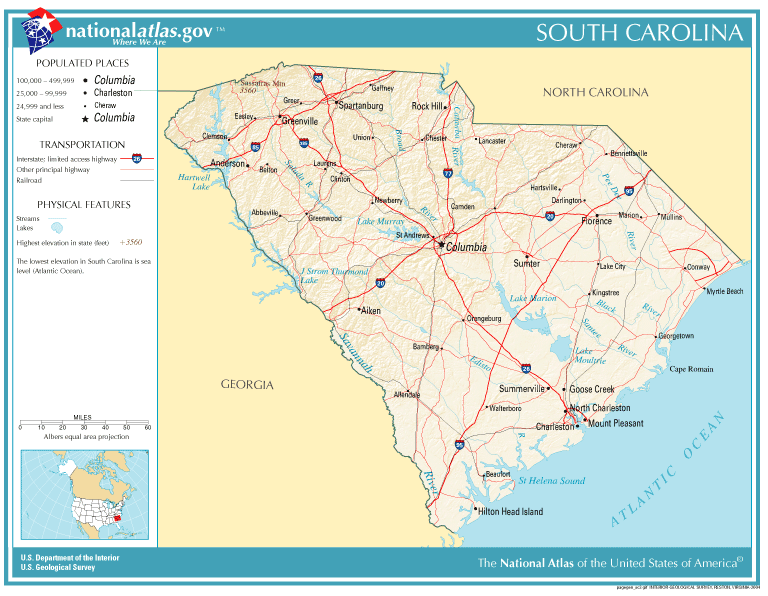

Водохранилище Марион расположено на территории пяти округов Южной Каролины: Беркли, Калхун, Кларендон, Оринджберг и Самтер.
Марион является судоходным. По нему проходит маркированный судоходный путь, который тянется от дамбы англ. Wyboo Area до обходного канала и Парка Санти. Судоходный путь свободен от деревьев и является наиболее судоходным.
Шоссе номер 95, являющееся частью Системы межштатных автомагистралей США и проходящее через этот искусственный водоём, пересекает его по мосту около города Санти.

## Строительство
Марион было построено в начале 1940-х гг., как часть гидроэлектрического и навигационного проекта, осуществленного предприятием Santee Cooper, которое является собственностью штата Южная Каролина и осуществляет эксплуатацию всего проекта. Гидроэлектрический и навигационный проект Santee Cooper, построенный в 1939 году, улучшил навигацию по рекам Санти и Купер, а также обеспечил электроэнергией несколько округов штата Южная Каролина. Строительство искусственных водоёмов, получивших названия Марион и Моултри, было предназначено для улучшения экономического положения прилегающих территорий, а также преследовало цели оздоровления окружающей среды. В своё время Гидроэлектрический и навигационный проект Santee Cooper являлся самым крупным проектом по очистке земель в истории США. В нём было занято 12.500 рабочих, которые очистили более 720 км² заболоченных земель и земель, покрытых лесом. Было построено 68 км плотин и дамб, включая дамбу длиной 42 км и высотой 24 м. Дамба Пайнополиса состоит из гидроэлектрической станции и навигационного шлюза, который является самым высоким однокамерным (одноступенчатым) шлюзом в мире. Для контроля над паводковыми водами была построена плотина высотой 1,000 м с 62 воротами для пропуска излишков воды. Чтобы осуществить этот проект, который являлся самым грандиозным проектом по землеройным работам в истории США, было перемещено 32.000,000 м³ земли и залито более 2.370,120 м³ бетона.
Общая стоимость проекта составила 48,2 милл. долларов США, из которых 55 % составлял федеральный заем, а 45 % — федеральный грант. Проект начал производить электроэнергию 17 февраля 1942 г. и после строительства линий электропередачи снабжает электроэнергией округи Беркли, Джорджтаун и Горри, а также в итоге поставляет электроэнергию электротехническим кооперативам, обслуживающим потребителей в 46 других округах.

## Происхождение названия
Водохранилище было названо в честь участника Войны за независимость США (American Revolutionary War) генерала Фрэнсиса Мэриона (англ. Francis Marion) (около 1732 г. — 26 февраля 1795 г.), по прозвищу «Болотный лис», который являлся неутомимым противником британской армии, которая оккупировала Южную Каролину в 1780—1781 гг., и продолжал борьбу даже после битвы при Камдене, которая состоялась 16 августа 1780 г., когда британская армия одержала победу, вплоть до того времени, когда британские войска были изгнаны из Южной Каролины. Будучи организатором знаменитого отряда рейнджеров, получившего название «Партизаны Мэриона», генерал Фрэнсис Мэрион считается одним из создателей современной стратегии и тактики ведения партизанской войны. Имя генерала Фрэнсиса Мэриона занесено в Список рейнджеров Армии США. Генерал Фрэнсис Мэрион послужил прототипом для создания образа главного героя фильма «Патриот» — Бенджамина Мартина, которого сыграл популярный актёр Мел Гибсон. Дом генерала Фрэнсиса Мэриона, который находился в Понд Баф (Pond Bluff), был затоплен после завершения строительства водоёма.

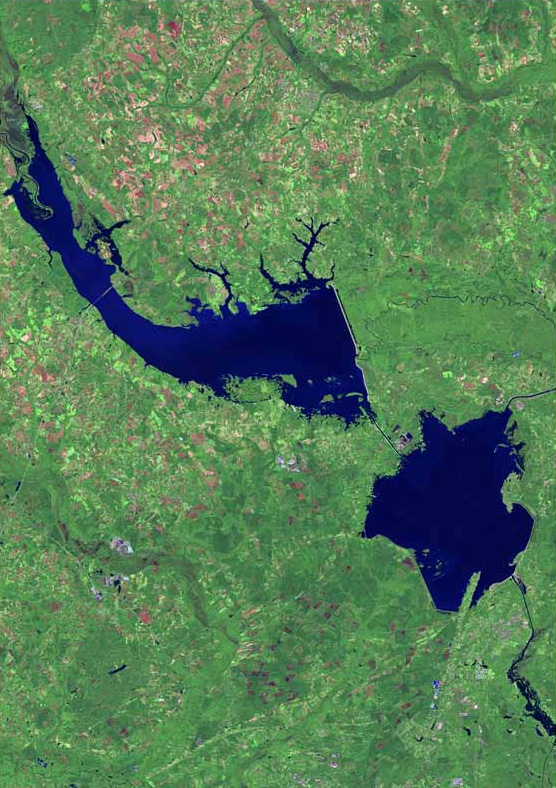
Водохранилища Марион и Мултри из космоса

## Зона отдыха
В Марион впадает много небольших рек, включая Вибу-Крик (Wyboo Creek) и реку Санти, а также множество ручьев, включая Ютоу Спрингс (Eutaw Springs). Глубина водохранилище варьирует от очень мелководных топей до больших открытых водных пространств с глубиной до 9,144 м. В отдельных местах водохранилища Марион располагаются затопленные кипарисовые рощи, в которых есть как растущие деревья, так и пни. Марион не замерзает зимой. Все эти условия способствуют тому, что в водохранилище водится большое количество крупной рыбы. Марион (как и Моултри) является рыболовным водоёмом мирового класса.
Здесь был установлен рекорд мира и штата по величине пойманного большеротого окуня (Micropterus salmoides) (26,31 кг).

## Заповедники
Природные условия водохранилища Марион также благоприятны для диких животных, населяющих расположенные по берегам заповедники Santee State Park и Santee National Wildlife Refuge. Здесь водятся олени, лисы, белки, черепахи, голуби, аллигаторы и различные виды уток, ястребы, Орлы, белые цапли и скопа.

## Галерея

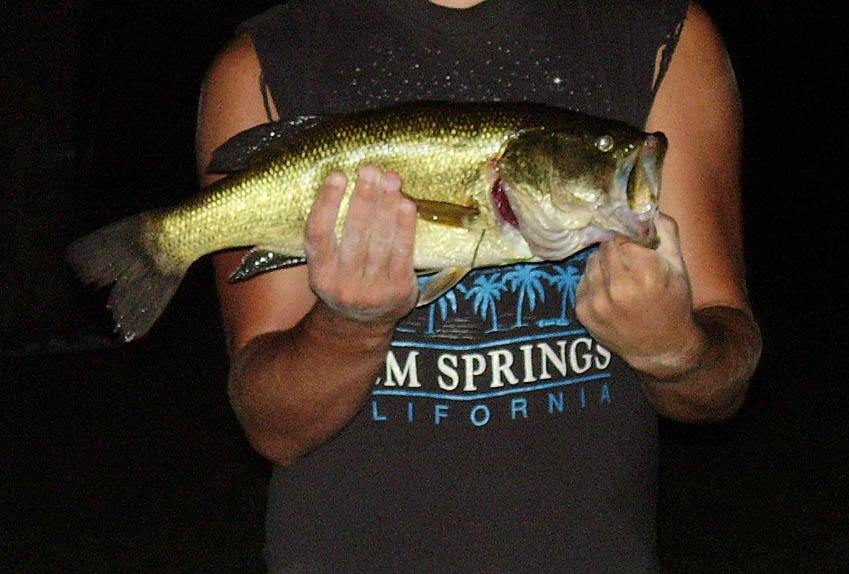
Большеротый окунь
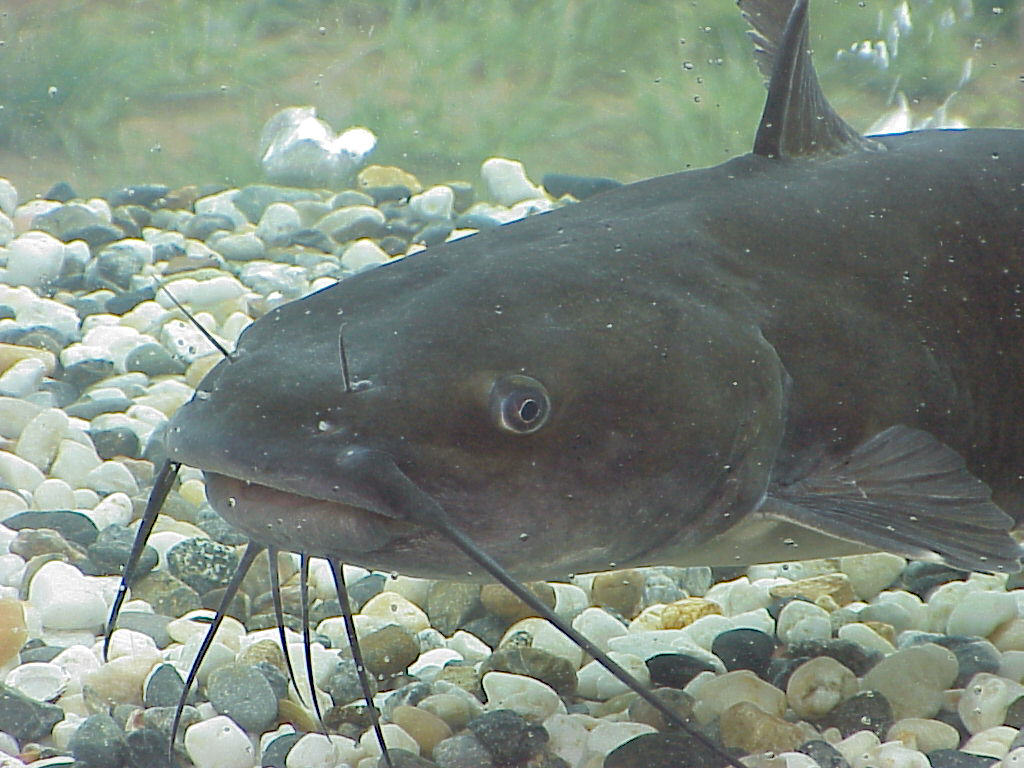
Канальный сомик
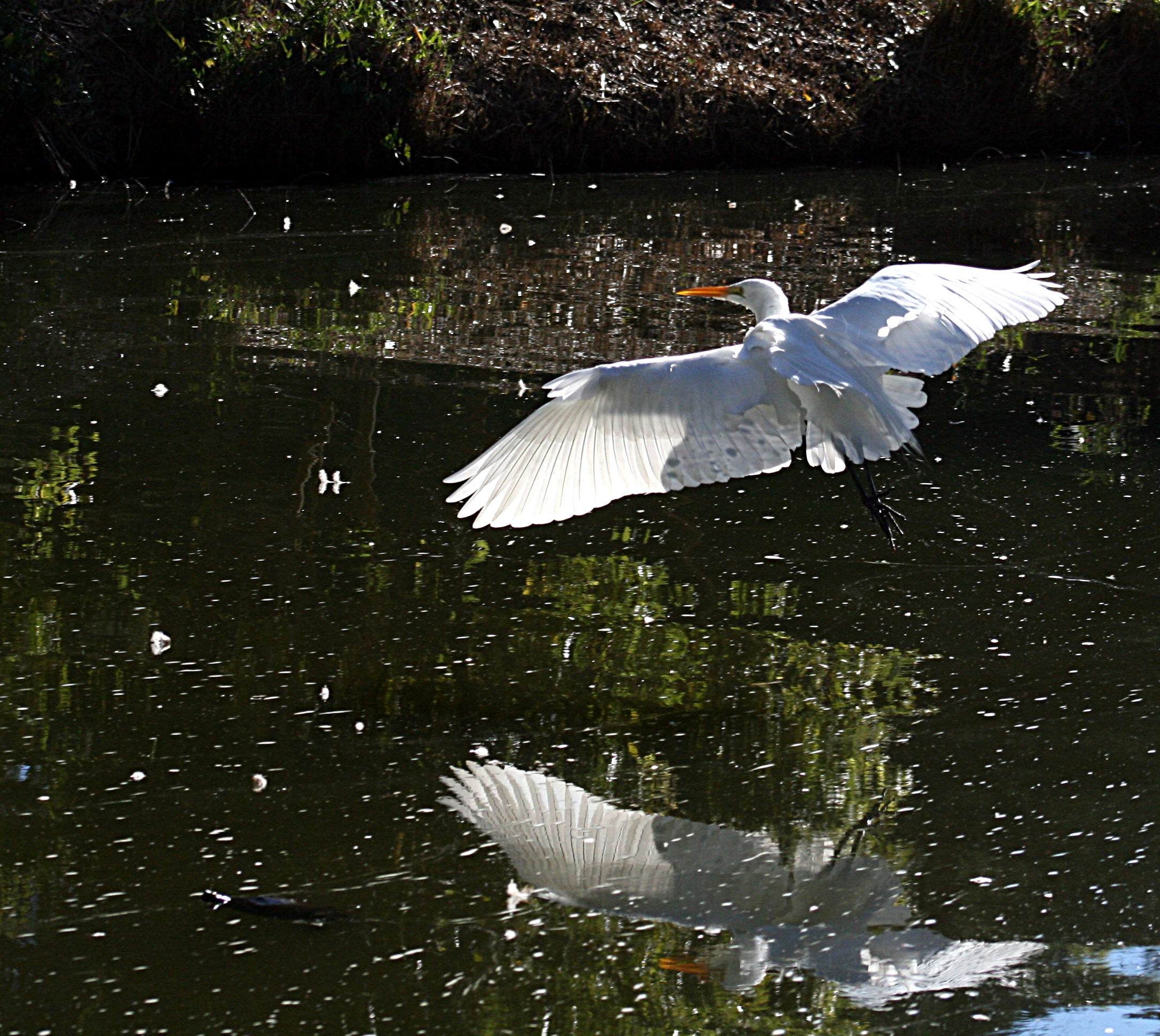
Белая цапля в полёте
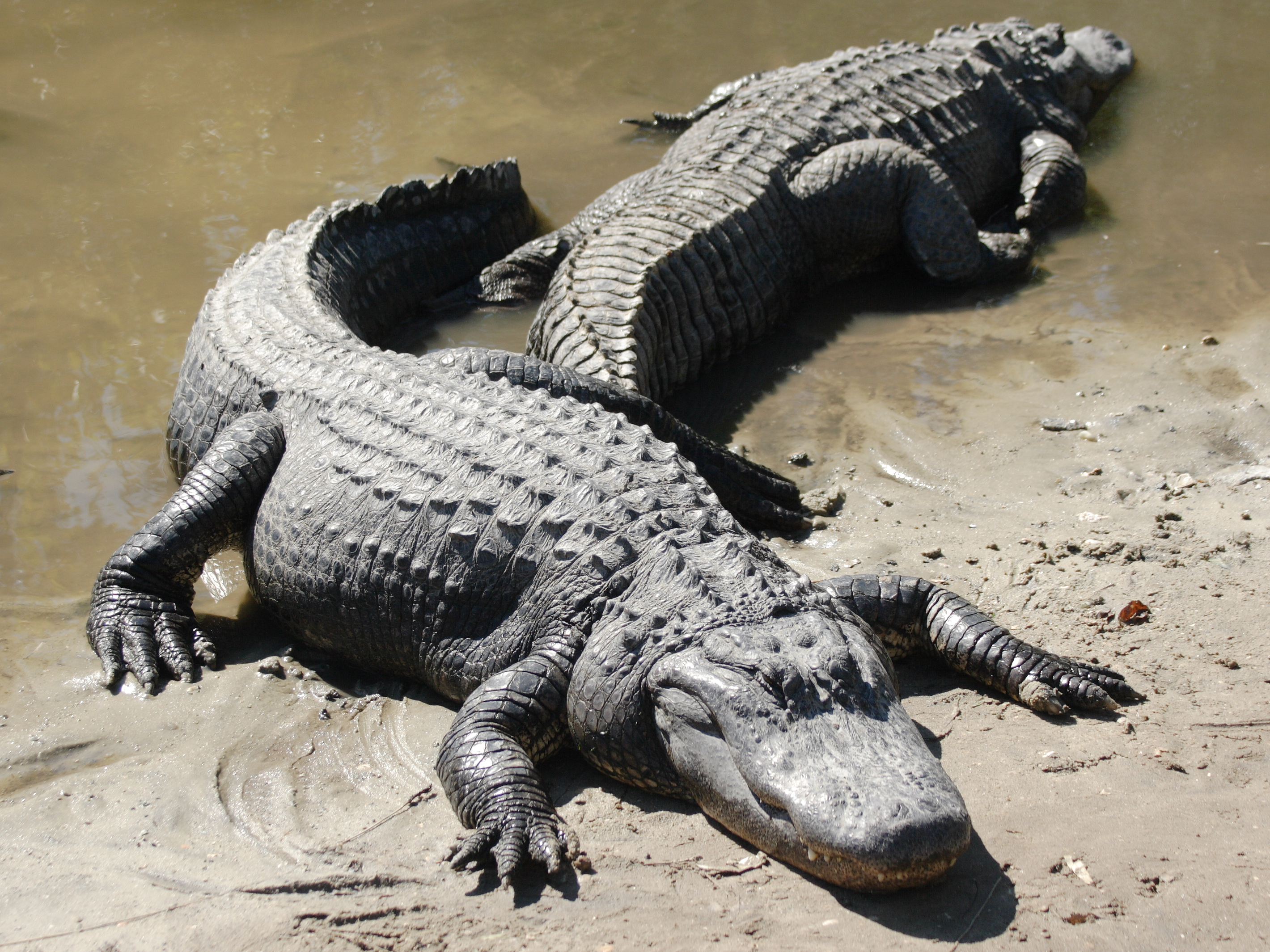
Американский аллигатор